# Білолобик бурий
Білолобик бурий (Aphelocephala leucopsis) — вид горобцеподібних птахів родини шиподзьобових (Acanthizidae). Ендемік Австралії.

## Опис
Довжина птаха становить 11,5 см. Його спина коричнева, живіт і гузка білі, крила темно-коричневі, хвіст чорний з вузьким білим кінчиком. Обличчя біле, верхня частина голови темно-коричнева. Очі світло-коричневі, ноги сірі, дзьоб короткий, сірий. У молодих птахів бура пляма на голові відсутня. Виду не притаманний статевий диморфізм.
Предстаники номінативного підвиду різняться за забарвленням боків: вони стають все сірішими і блідішими в північно-східній частині ареалу. Бліда морфа номінативного підвиду раніше вважалася окремим підвидом A. l. whitei. Представники підвиду A. l. castaneiventris відрізняються рудуватим відтінком боків.
Бурий білолобик відрізняється від інших видів роду Aphelocephala тьмянішим відтінком і відсутністю смуги на грудях.

## Поширення і екологія
Бурі білолобики є ендеміками Австралії, мешкають на півдні континенту. Вони живуть в посушливих регіонах, у відкритих акацієвих лісах в чагарниковому або трав'яному підліску. Не мешкають на узбережжі. Це осілий вид птахів, однак в посушливі періоди були помічені міграції в вологіші регіони.

## Підвиди
Виділяють два підвиди:
- A. l. leucopsis (Gould, 1841) (південно-східна і центральна Австралія);
- A. l. castaneiventris (Milligan, 1903) (південно-західна Австралія).

## Раціон
Бурий білолобик харчується безхребетними, але іноді доповною раціон насінням і листям. Він шукає здобич на землі.

## Розмноження
Гніздиться раз або два на рік, з липня по жовтень по всьому ареалу, однак час розмноження може залежати від кількості опадів в посушливих районах. Може розмножуватися поза звичним сезоном після достатньої кількості опадів, або завсім не розмножуватись в посушливі роки. Мало що відомо про зв'язки між птахами цього виду, і хоча гніздування зазвичай здійснюється парами, були помічені випадки групового виховання, коли у вихованні пташенят брали участь до 4 птахів.
Гніздо куполоподібне з бічним входом, зроблене з сухої трави і кори і встелене пір'ям і хутром. Гнізда часто розміщуються в кущах або дуплах дерев на висоті від 1 до 10 м над землею. Яйця тьмяно-білого або тьмяно-жовтого кольору з коричневими плямками, розміром 18×14 мм. Тривалість інкубаційного періоду невідома, пташенята покриваються пір'ям на 14-19 день після вилуплення.

## Збереження
МСОП класифікує цей вид як вразливий. Популяція бурих білолобиків зменшилась на 43% за останні десятиліття. Загрозою є знищення природного середовища, таке як надмірний випас овець або добування корисних копалин.